# Powiat de Tarnów
Le powiat de Tarnów (en polonais : Powiat tarnowski) est un powiat de la voïvodie de Petite-Pologne, dans le sud de la Pologne. Il a été créé le 1er janvier 1999. Son siège est la ville de Tarnów, bien qu'elle ne soit pas sur son territoire. Il comprend sept villes : Tuchów, à 15 km au sud de Tarnów, Żabno, à 14 km au nord-ouest de Tarnów, Wojnicz, à 15 km au sud-ouest de Tarnów, Radłów, à 13 km au nord-ouest de Tarnów, Ryglice, à 20 km au sud-est de Tarnów, Ciężkowice, à 26 km au sud de Tarnów, et Zakliczyn, à 25 km au sud-ouest de Tarnów.
Le powiat a une superficie de 1 413,44 km2. En 2006, il compte 193 549 habitants, dont 6 501 à Tuchów.
Le powiat de Tarnów est entouré par le powiat de Dąbrowa au nord, le powiat de Dębica à l'est, le powiat de Jasło au sud-est, le powiat de Gorlice et le powiat de Nowy Sącz au sud, le powiat de Brzesko et le powiat de Proszowice à l'ouest, et le powiat de Kazimierza au nord-ouest.

## Subdivisions administratives
Le powiat comprend 16 communes (gminy) : 
| Gmina                                         | Type         | Superficie (km²) | Population (2006) | Chef-lieu              |
| Tarnów                                        | rural        | 82,8             | 23 060            | Tarnów *               |
| Żabno                                         | urbain-rural | 104,8            | 18 846            | Żabno                  |
| Tuchów                                        | urbain-rural | 100,1            | 17 654            | Tuchów                 |
| Lisia Góra                                    | rural        | 105,4            | 13 714            | Lisia Góra             |
| Skrzyszów                                     | rural        | 86,2             | 13 022            | Skrzyszów              |
| Wojnicz                                       | urbain-rural | 78,6             | 13 019            | Wojnicz                |
| Zakliczyn                                     | urbain-rural | 122,6            | 12 242            | Zakliczyn              |
| Pleśna                                        | rural        | 83,7             | 11 518            | Pleśna                 |
| Ryglice                                       | urbain-rural | 116,8            | 11 438            | Ryglice                |
| Ciężkowice                                    | urbain-rural | 103,2            | 11 050            | Ciężkowice             |
| Wierzchosławice                               | rural        | 74,8             | 10 628            | Wierzchosławice        |
| Radłów                                        | urbain-rural | 86,0             | 9 774             | Radłów                 |
| Gromnik                                       | rural        | 69,8             | 8 348             | Gromnik                |
| Szerzyny                                      | rural        | 82,2             | 8 211             | Szerzyny               |
| Rzepiennik Strzyżewski                        | rural        | 70,2             | 6 832             | Rzepiennik Strzyżewski |
| Wietrzychowice                                | rural        | 48,6             | 4 193             | Wietrzychowice         |
| * le chef-lieu ne fait pas partie de la gmina |              |                  |                   |                        |